# Giovana Mandulao
Giovana Mandulão é uma ativista indígena, nutricionista e atualmente atua como Coordenadora-Geral de Gestão do Conhecimento, Informação, Avaliação e Monitoramento na Secretaria Especial de Saúde Indígena (SESAI), vinculada ao Ministério da Saúde do Brasil.
Ela faz parte dos povos Macuxi e Wapichana, oriundos de Roraima, e é reconhecida por seu ativismo na defesa dos direitos dos povos indígenas, especialmente no campo da saúde e da sustentabilidade. Giovana também é mestranda em Sustentabilidade junto a Povos e Territórios Tradicionais pela Universidade de Brasília (UnB), e tem uma ampla experiência em mobilizações indígenas, como a Tenda da Saúde em Brasília. 
Giovana Mandulão costuma discursar em eventos, como no workshop promovido pela BIREME e SESAI, onde abordou a importância do corpo-território indígena e o impacto do racismo ambiental nas comunidades indígenas. Giovana enfatiza que a luta indígena passa também pela ocupação de espaços políticos e de tomada de decisões, com o objetivo de promover políticas públicas que respeitem as especificidades culturais e territoriais dos povos indígenas.

## Publicações
Giovana Mandulão possui publicações que refletem seu envolvimento com a saúde indígena e a resistência socioambiental, abordando saúde coletiva e interculturalidade. Em Projeto Vidas Paralelas Indígena (2012), explora os desafios dos povos Macuxi e Wapixana de Roraima. Em Mulheres - Corpos-Territórios Indígenas em Resistência (2023), discute a relação das mulheres indígenas com o território e a resistência cultural. Já em Aproximações do Movimento Indígena e os Conflitos Socioambientais (2012), analisa conflitos ambientais e a resistência indígena.

## O povo Macuxi e Wapichana
Os povos indígenas Macuxi e Wapichana, habitantes históricos de Roraima, compartilham uma longa trajetória de luta pela preservação de sua cultura, território e identidade. Os Macuxi pertencem à família linguística Karib e possuem uma forte conexão com a região do vale do Rio Branco, enquanto os Wapichana são da família linguística Aruak, tradicionalmente situados ao longo do rio Branco. Ambos os grupos enfrentaram conflitos intensos desde o século XVIII, especialmente devido à pressão colonial e territorial dos portugueses e de outros colonizadores que adentraram suas terras, mas desenvolveram uma convivência harmoniosa ao longo do tempo. Atualmente, esses povos mantêm suas tradições e costumes culturais, muitas vezes se organizando em espaços urbanos como Boa Vista para fortalecer e revitalizar suas línguas e práticas culturais.
Em Boa Vista, a integração desses povos indígenas ocorre tanto em espaços culturais quanto em atividades políticas, como aquelas promovidas pela Organização dos Indígenas da Cidade (ODIC). A ODIC é um importante fórum de fortalecimento identitário e de expressão de demandas socioculturais, onde os Macuxi e Wapichana reafirmam suas tradições, língua e autonomia. Essa organização representa uma resistência contra a invisibilidade histórica imposta pela sociedade dominante e atua na luta por reconhecimento e valorização de sua identidade indígena no ambiente urbano.